# Dorimedont Cecan
Dorimedont Cecan (în rusă Доримедонт (Чекан)) (născut: Nicolae Cecan, n. 4 martie 1961, satul Petrunea, raionul Glodeni – d. 31 decembrie 2006, Viena, Austria) a fost un cleric ortodox din Republica Moldova, care a îndeplinit funcția de episcop de Edineț și Briceni în perioada 1998-2006, murind ca urmare a unui grav accident rutier.

## Studii și primele slujiri
Dorimedont Cecan s-a născut la data de 4 martie 1961, în satul Petrunea din raionul Glodeni (astăzi în Republica Moldova), într-o familie numeroasă de 9 copii, dintre care Nicolae Feodorovici (numele pe care-l primise la botez + patronimicul) era cel mai mare. Familia sa a dat și alți monahi (Paisie, Hariton și Onufrie Cecan). În anul 1978 a absolvit cursurile școlii secundare, apoi în perioada 1979-1981 și-a efectuat stagiul militar obligatoriu în cadrul Armatei Sovietice.
A studiat la Seminarul Teologic din Moscova (1983-1987) și apoi la Academia Teologică din Moscova (1987-1991), ale cărei studii le-a absolvit la 30 mai 1991. Apoi, la data de 3 iunie 1993, Academia Teologică din Moscova i-a conferit titlul de candidat în teologie cu teza de istorie a Bisericii Ortodoxe Ruse "Mănăstirile și viața monahală din Biserica Rusă în secolele XIII-XIV". 
În anul 1986 a intrat ca frate în obștea Lavrei "Sf. Serghei" din orașul Serghiev Posad, regiunea Moscovei. La data de 7 decembrie 1986 a fost tuns în monahism cu numele de Dorimedont de către arhimandritul Aleksei Kutepov, starețul Lavrei (în prezent Arhiepiscop de Tula și Belevsk). Este hirotonit ca ierodiacon la 6 ianuarie 1987 în Catedrala din Vladimir de către IPS Serapion Fadeev, arhiepiscop de Vladimir și Suzdal și apoi ca ieromonah la 27 decembrie 1987 în Catedrala din Chișinău de către IPS Serapion Fadeev, mitropolit al Chișinăului (viitor mitropolit de Tula și Belevsk).
La data de 25 septembrie 1990, este numit ca stareț la Mănăstirea Noul Neamț din Chițcani (Basarabia), fiind ridicat la rangul de egumen al acestei mănăstiri la 18 octombrie 1990 de către episcopul Vichentie Moraru de Bender. A deținut funcția de stareț al Mănăstirii Noul Neamț din Chițcani timp de 8 ani, timp în care a reabilitat edificiul monahal care fusese închis în anul 1962. În perioada stăreției sale, s-a reparat Biserica "Sf. Nicolae" (resfințită în 1991), s-a deschis un Seminar Teologic în mănăstire (în 1991), s-a reparat corpul de chilii pentru ieromonahi și ierodiaconi (în anii 1994-1995), s-a început repararea Bisericii de vară "Sf. Înălțare", s-a deschis schitul de maici "Sfintele Maria și Marta" (în 1996) care se află la o distanță de 20 km de orașul Căușeni și este dependent de Mănăstirea Noul-Neamț, s-a înființat o tipografie, etc. Din anul 1998, este stareț al Mănăstirii Noul Neamț a devenit fratele său, arhimandritul Paisie Cecan.
Mitropolitul Vladimir Cantarean al Chișinăului l-a ridicat pe ieromonahul Dorimedont la rangul de arhimandrit la data de 8 ianuarie 1993. În același an este decorat cu toiag păstoresc de către IPS Vladimir, Mitropolitul Chișinăului și al întregii Moldove. Mitropolitul Vladimir i-a acordat la 28 noiembrie 1994 dreptul a purta crucea pectorală cu diamante. La 29 ianuarie 1995, arhimandritul Dorimedont Cecan a fost numit în funcția de prorector al Seminarului Teologic din Chișinău, cu sediul la Mănăstirea Noul Neamț din Chițcani. Apoi la 28 mai 1997 a fost numit președinte al Comisiei de formare religioasă și catehizare din cadrul Mitropoliei Chișinăului și a întregii Moldova. Din anul 1996 este și membru al Comisiei Teologice al Sf. Sinod al Bisericii Ortodoxe Ruse. În anul 1996 a fost decorat cu cea mai înaltă distincție a Patriarhiei Române - Crucea Patriarhală.
Ulterior, Sfântul Sinod al Bisericii Ruse a adoptat o hotărâre de a forma noi eparhii în Republica Moldova: la 17 iulie 1998 este formată Eparhia de Cahul și Căușeni, condusă de atunci de P.S. Episcop Anatolie Botnari, iar puțin mai târziu, la 6 octombrie același an au fost create încă două eparhii noi: Eparhia de Edineț și Briceni în frunte cu P.S. Episcop Dorimedont Cecan și Eparhia de Tiraspol și Dubăsari, condusă de P.S. Episcop Iustinian Ovcinicov.

## Episcop de Edineț și Briceni
La data de 6 octombrie 1998, Sf. Sinod al Bisericii Ortodoxe Ruse a decis înființarea Episcopiei de Edineț și Briceni și numirea ca episcop a starețului Mănăstirii Noul Neamț din Chițcani, arhimandritul Dorimedont Cecan. El a fost hirotonit întru arhiereu la 8 noiembrie 1998 în Catedrala Patriarhală din Moscova, de către Patriarhul Aleksei al II-lea al Moscovei, asistat de către mitropolitul Juvenalie Poiarkov de Krutița și Kolomna, mitropolitul Vladimir Cantarean al Chișinăului, arhiepiscopul Serghei Fomin de Solnechnogorsk, arhiepiscopul Arsenie Epifanov de Istra, episcopul Evghenie Reșetnikov de Vereia, episcopul Aleksei Frolov de Orehovo-Zuevo, episcopul Iustinian Ovcinicov de Tiraspol și Dubăsari și episcopul Chiril Naconecinîi de Bogoroda .
Episcopia de Edineț și Briceni editează ziarul „Steaua Betleemului” și revistele "Ortodoxia" și "Ortodoxia pentru Copii", toate acestea avându-l ca fondator și redactor-șef pe PS Dorimedont. 
De asemenea, PS Dorimedont a înființat pe teritoriul Eparhiei de Edineț și Briceni pentru formarea viitorilor preoți următoarele școli teologice: Institutul Teologic Ortodox „Sfântul Ioan Teologul” și Seminarul Teologic Liceal (de băieți) „Sfântul Sfințit Mucenic Foca” din Edineț (ambele având sediul la Mănăstirea „Nașterea Domnului” din satul Zăbriceni, raionul Edineț), Seminarul Teologic Liceal (de fete) „Sfânta Cuvioasă Muceniță Elisabeta” din orașul Edineț (având sediul în clădirea Episcopiei de Edineț și Briceni) și Centrul de Studii Patristice "Sf. Paisie Velicicovski" de la Mănăstirea din Zăbriceni.

## Accidentul și dilemele sale
La data de 5 decembrie 2006, PS Dorimedont, Episcop de Edineț și Briceni a suferit un grav accident rutier petrecut pe șoseaua Dondușeni-Otaci, în condiții de minimă vizibilitate, din cauza ceții abundente. Accidentul s-a produs pe la orele 18.30, când PS Dorimedont, însoțit de arhidiaconul Ioanichie Veșca și protodiaconul Onufrie Cecan (fratele mai mic al episcopului) se deplasau pentru slujba de priveghere la Mănăstirea Călărășeuca, care, în ziua următoare, își sărbătorea hramul.
Înaintea unei curbe din apropierea satului Moșana din raionul Dondușeni, mașina, care mergea cu o viteză mai mică de 70 de km pe oră, a intrat cu roata dreaptă într-o groapă, iar șoferul a pierdut controlul asupra acesteia. Automobilul a zburat de pe șoseaua aflată la o înălțime de un metru față de nivelul pământului, s-a lovit frontal de un stâlp și de gardul unei case, iar apoi s-a întors cu roțile în sus. Deși autoturismul (un Renault Megane din 2005) avea șase airbaguri, acestea nu s-au deschis. În momentul impactului, tetiera de la bancheta pe care ședea ierarhul s-a dislocat, lovindu-l cu tijele în spate .
După impact, ierarhul a fost scos din mașină, el plângându-se că nu-și simte mâinile și picioarele. Cu multă dificultate, episcopul a fost transportat, în deplină cunoștință, la Spitalul din Dondușeni, iar către ora patru dimineața aviația sanitară l-a adus la Spitalul Institutului de Neurochirurgie din Chișinău. După efectuarea rezonanței magnetice nucleare, s-a constatat că el a suferit un grav traumatism la coloana vertebrală (fractură a vertebrei C5 a coloanei vertebrale cervicale care s-a rupt completamente, deplasându-se în toată lungimea spre măduva spinării), la cap, la plămâni și și-a rupt mâna stângă. În după-amiaza zilei de 6 decembrie a fost operat la coloana vertebrală, dar operația nu a fost reușită. 
Episcopul și-a revenit a doua zi după operație, când tocmai împlinea 20 de ani de călugărie și fost vizitat de cei apropiați, de câteva persoane din conducerea de vârf a Republicii Moldova și de doi dintre ierarhii Bisericii Ortodoxe din Moldova (PS Petru Musteață și PS Anatolie Botnari), care l-au împărtășit. După spusele celor care l-au vizitat, PS Dorimedont s-a exprimat astfel: „Dacă Domnul a hotărât să mă ia, fie voia lui”. În seara zilei de 7 spre 8 decembrie, situația sănătății episcopului s-a agravat considerabil, acesta fiind transportat de urgență la Clinica de Neurochirurgie „Lorenz Bohler Krankenhaus” din Viena (Austria) pe cheltuiala oamenilor de afaceri Victor Copiimulți și Anatol Stati, care au achitat cheltuielile pentru transportare (16 mii de euro) și pentru operația la Viena (50 mii de euro) .
În seara zilei de 8 decembrie, Prea Sfințitul a suferit o intervenție chirurgicală repetată, care a durat aproximativ 10 ore, fixându-i-se coloana vertebrală. Șansele de vindecare erau destul de mari, dar în ultimele zile ale anului 2006 starea sănătății sale s-a agravat din cauza unei puternice inflamații a plămânilor . Episcopul Dorimedont Cecan a trecut la cele veșnice în dimineața zilei de 31 decembrie 2006 în Clinica de Neurochirurgie din Viena (Austria), la vârsta de doar 45 ani.
Corpul neînsuflețit a fost adus la Chișinău la 2 ianuarie 2007, fiind întâmpinat la Aeroport și însoțit de un convoi (din care făceau parte episcopii Anatolie de Cahul și Comrat și Iustinian de Tiraspol și Dubăsari) la Catedrala Mitropolitană. Episcopul își exprimase dorința de a fi înmormântat în Mănăstirea Noul Neamț din Chițcani, loc unde și-a dus ascultarea de monah și stareț. În partea stângă a Catedralei i s-a săpat o groapă, dar la adâncimea de doi metri au fost găsite moaștele unui călugăr, având sub cap o cărămidă cu numele și data morții (ieroschimonahul Isachie, mort la 1880, "tipograf și legător de cărți") . Craniul părintelui Isachie era intact și avea culoarea cerii, iar moaștele sale au fost depuse temporar în cripta mănăstirii. Groapa a fost acoperită, iar mormântul PS Dorimedont s–a hotărât să fie în capela cu hramul “Acoperământul Maicii Domnului” din preajma Catedralei.
Înmormântarea episcopului Dorimedont a avut loc la data de 4 ianuarie 2007 , la funeralii participând pe lângă toți ierarhii din Republica Moldova și câțiva arhierei din Rusia și Ucraina: IPS Onufrie Berezovski, mitropolitul de Cernăuți și Bucovina, IPS Serghie Gensițki, arhiepiscop de Ternopol și Cremenețk și P.S. Meletie Egorenko, Episcop de Hotin și vicar al Mitropoliei de Cernăuți. De asemenea, a fost prezentă și o delegație din partea Bisericii Ortodoxe Române de stil vechi în frunte cu Mitropolitul Vlasie Mogârzan.
PS Dorimedont era considerat un adversar al mitropolitului Vladimir Cantarean cu care intrase în mai multe conflicte cum ar fi cel legat de dorința mitropolitului de a ceda în anul 2001 Mănăstirea Nou Neamț din Chițcani către Episcopia de Tiraspol și Dubăsari. Episcopul, care fusese 8 ani stareț la acea mănăstire, s-ar fi opus categoric, reușind să obțină rămânerea ei 
în cadrul Arhiepiscopiei Chișinăului  .
De asemenea, PS Dorimedont a fost singurul ierarh care a votat împotriva alegerii arhimandritului Petru Musteață ca episcop de Nisporeni în 2005  și a arhimandritului Marchel Mihăescu ca episcop de Bălți și Fălești în 2006 .

## Distincții
De-a lungul timpului, pentru activitatea sa zeloasă în cadrul Bisericii, episcopul Dorimedont Cecan a fost decorat cu o serie de ordine religioase și naționale, dintre care menționăm:
- Medalia "Sf. Serghei de Radonej", clasa a II-a (1987)
- Medalia "Sf. Serghei de Radonej", clasa I (1988)
- Ordinul "Sf. Vladimir", clasa a II-a (1994), toate acestea fiindu-i conferite de către Patriarhia Moscovei și a întregii Rusii
- Ordinul "Gloria Muncii" (2000, acordat prin Decretul președintelui Republicii Moldova, Petru Lucinschi) - "pentru merite deosebite în renașterea spirituală și morală a societății" [9]